# Àtia Cortés
Àtia Cortés Martínez (Barcelona, 1985) es una ingeniera informática, investigadora y profesora universitaria catalana. Es experta del Centro de Supercomputación de Barcelona en las aplicaciones de la inteligencia artificial en la salud y la asistencia social.
Su ámbito de estudio son los criterios bioéticos, socioculturales y legales del desarrollo de esta tecnología.
Ha sido miembro de diversas instituciones académicas, y ha formado parte de comités de investigación, éticos, legales y también sobre feminismo en las tecnologías de la información y la comunicación.

## Trayectoria
Àtia Cortés i Martínez nació en Barcelona en 1985 y se diplomó en 2009 en Ingeniería Técnica y Sistemas de Informática en la Universidad Politécnica de Cataluña. También obtuvo el máster en inteligencia artificial en el año 2012 y, en 2018, se doctoró en IA con la tesis Interacción entre personas y andadores inteligentes para el análisis de la marcha y la prevención de caídas mediante métodos de aprendizaje y el i-Walker.
Es especialista en las aplicaciones de la IA en el ámbito de la asistencia sanitaria, y empezó a trabajar en el análisis de datos como investigadora postdoctoral del Departamento de Ciencias de la Vida perteneciente al Centro de Supercomputación de Barcelona y ejerció también de profesora asociada a la Universidad Politécnica de Cataluña. Esta posición la ocupó entre 2017 y 2020, donde impartió clases en el Grado de Informática y en el máster de inteligencia artificial que había cursado como alumna con anterioridad.
Años más tarde, Cortés y Martínez mantuvo la vertiente tecno sanitaria, pero migró su enfoque académico hacia las consideraciones ELSEC (acrónimo de los ámbitos «Ético, Legal, Social, Económico y Cultural») que rodean la generación e implementación de nuevas inteligencias artificiales. Dada esta vinculación más bioética, el Ministerio de Industria, Turismo y Comercio de España la propuso como nueva miembro del Comité de Bioética de España a mediados de 2022.
En su investigación nacional y europea, que ha incluido aparatos sanitarios, ensayos clínicos, el análisis del rendimiento de conjuntos de datos o el desarrollo de vehículos autónomos, Cortés y Martínez ha demostrado la existencia de desigualdades como la racial, fuertes sesgos sociales e información, datos que sirven para entrenar modelos de IA. Por esta razón, desde los diversos grupos de trabajo de los que ha formado parte ha reivindicado conceptos como la retención del conocimiento y del talento, puesto que según ella el valor añadido producido por una comunidad siempre debería ser superior a los datos masivos que genera, remarcado los peligros de la posible brecha socioeconómica que supone la diferente madurez de implementación de las IA por parte de las grandes multinacionales respecto a aquella a la que pueden aspirar las pymes y las instituciones de investigación.
Además, ha adoptado un discurso que apuesta por la paridad de género en las disciplinas STEM; ha defendido una perspectiva de aplicación de las IA que permita un feminismo interseccional y contra la desigualdad social, sobre todo en cuanto a la inclusión de más metadatos clínicos femeninos que permitan conclusiones suficientemente representativas para mujeres y minorías étnicas. Ha participado de redes internacionales como Bioinfo4Women y en 2022 la revista Forbes la distinguió como uno de los 40 mejores futuristas en España.